# Гюнтер Етінгер
Гю́нтер Е́тінгер (нім. Günter Oettinger, вимовляється Ґюнтер Ьоттинґер; нар. 15 жовтня 1953 р., Штутгарт, ФРН) — німецький політичний діяч, єврокомісар з питань цифрової економіки і суспільства з 1 листопада 2014 до 30 листопада 2019 року. З 10 лютого 2010 р. до 1 листопада 2014 р. був єврокомісаром з питань енергетики, тоді ж прийнятий до лав Європейської народної партії. У 2005—2010 рр. був прем'єр-міністром і головою ХДС землі Баден-Вюртемберг.

## Життєпис
У 1978 році Гюнтер закінчив Тюбінгенський університет за спеціальністю юриспруденція і народне господарство. Етінгер почав свою політичну кар'єру з членства у Юнацькій спілці Німеччини (нім. Junge Union Deutschlands), молодіжній організації ХДС, де з 1983 по 1989 рік був головою земельної організації в Баден-Вюртемберзі. З 2001 по 2005 був головою партії ХДС у Північному Вюртемберзі. Також очолював Федеральний комітет з політики засобів масової інформації ХДС.
З 1984 по 5 лютого 2010 року Етінгер — депутат парламенту (ландтагу) землі Баден-Вюртемберг, а з 1991 по 2005 рік — голова парламентської фракції ХДС.
У жовтні 2004 року прем'єр-міністр Баден-Вюртемберга Ервін Тойфель оголосив, що 19 квітня 2005 року він має піти з посади прем'єр-міністра і голови ХДС Баден-Вюртемберга. Після внутріпартійних виборів Етінгера було визнано його наступником.
29 квітня 2005 р. Етінгер став головою ХДС у Баден-Вюртемберзі, через вісім днів після того, як змінив Тойфеля на посту прем'єр-міністра. У 2006 році ХДС отримав більшість на земельних виборах Баден-Вюртемберга; Етінгера було переобрано прем'єр-міністром. Він очолив коаліційний земельний уряд у складі ХДС і ВДП.
24 жовтня 2009 р. новий правоцентристський уряд Ангели Меркель вибрав Етінгера на комісара в Європейській комісії, строк повноважень якого починався 10 лютого 2010 року. У той самий день він пішов з посади прем'єр-міністра землі Баден-Вюртемберг.
У дипломатичній телеграмі з посольства США, що просочилася у пресу, під заголовком «Непереобраний німецький земельний правитель дістав підвищення як новий комісар з енергетики у Брюсселі», заступник голови дипломатичної місії в Німеччині Грег Делав'є (англ. Greg Delawie) зазначає, що:
«Канцлер Ангела Меркель висунула кандидатуру прем'єр-міністра Баден-Вюртемберга Гюнтера Етінгера на посаду комісара ЄС з енергетики перш за все, щоб прибрати нелюбого непереобранця з важливого бастіону ХДС».

До того ж: 
«Етінгер відомий громадськості нуднуватим стилем промовця, і деякі коментатори стверджували, що Меркель, яка часто виступала на засіданнях ЄС, хотіла призначити німецького комісара, який би не затьмарював її».

Під час кризових подій на Донбасі влітку 2014 року Етінгер піддав різкій критиці дії президента Росії Володимира Путіна: 
«Те, що пан Путін діє за допомогою своїх неправдивих повідомлень, брехні та зброї, було поза межами моїх уявлень»
 наголосив він 2 вересня 2014 року у Брюсселі.